# Marcin Stefanko
Marcin Stefanko (ur. 8 grudnia 1894 w Chłopach, zm. ?) – porucznik administracji Wojska Polskiego.

## Życiorys
Urodził się 8 grudnia 1894 we wsi Chłopy, w ówczesnym powiecie rudeckim Królestwa Galicji i Lodomerii.
W czasie I wojny światowej walczył w szeregach I batalionu 2 Pułku Piechoty Legionów Polskich . Uczestniczył w kursie dla podoficerów rachunkowych w Szkole Podoficerów II Brygady. 29 marca 1916 zdał egzamin z wynikiem bardzo dobrym .
Został przyjęty do Wojska Polskiego, w charakterze urzędnika wojskowego, w XI randze służbowej. W kwietniu 1923 został przydzielony z Powiatowej Komendy Uzupełnień Starogard do Powiatowej Komendy Uzupełnień Toruń na stanowisko oficera ewidencyjnego na powiat wąbrzeski. W 1924 został przemianowany na oficera zawodowego w stopniu porucznika ze starszeństwem z dniem 1 grudnia 1922 i 189. lokatą w korpusie oficerów administracji, dział kancelaryjny. W lutym 1926, w wyniku likwidacji stanowiska OE Wąbrzeźno, został przydzielony do PKU Toruń na stanowisko referenta inwalidzkiego. W kwietniu 1928 został przesunięty na stanowisko referenta. W sierpniu 1931 został zwolniony z zajmowanego stanowiska i oddany do dyspozycji dowódcy Okręgu Korpusu Nr VIII.
W 1934, jako oficer stanu spoczynku administracji pozostawał w ewidencji Powiatowej Komendy Uzupełnień Poznań Miasto.

## Ordery i odznaczenia
- Krzyż Niepodległości (8 listopada 1937)[11]
- Krzyż Walecznych[12][8]